# Rödstjärtad amazon
Rödstjärtad amazon (Amazona brasiliensis) är en fågel i familjen västpapegojor inom ordningen papegojfåglar. Den är endemisk för sydöstra Brasilien. IUCN kategoriserar den som nära hotad.

## Utseende och läte
Rödstjärtad amazon är en 37 cm lång grön papegoja med färgglatt huvud. Fjäderdräkten är överlag djupt grön med gulaktiga fjäderkanter. På huvudet syns rött på framhjässan och tygeln, längre bak på hjässan övergående i lila. Ansiktet och ett område kring örontäckarna är blåaktigt, ljusare på kinder och strupe. Vingarna är sotfärgade med rött inslag på skuldrorna. På stjärten syns blått längst in, ett brett rött band och gula fjäderspetsar, förutom på de gröna centrala stjärtpennorna. Bland lätena hörs ljusa och musikaliskt morrande "klit-cráu, klit-cráú", men även fylligt tjatter.

## Utbredning och systematik
Fågeln förekommer i sydöstra Brasilien (sydöstra São Paulo och Paraná). Den behandlas som monotypisk, det vill säga att den inte delas in i några underarter.

## Status
Trots hårt jakttryck i början av 1990-talet tros artens utbredningsområde vara i stort sett intakt. Uppskattningar visar också att den i sen tid ökat i antal. Med tanke på att beståndet fortsatt är litet (6 000–6 6000 vuxna individer) och dess utveckling fortsatt är beroende av bevarandeåtgärder listar IUCN kategoriserar den som nära hotad.

## Taxonomi och namn
Rödstjärtad amazon beskrevs taxonomiskt som art av Carl von Linné 1758. Det vetenskapliga artnamnet brasiliensis betyder "från Brasilien".
Släktesnamnet Amazona, och därmed det svenska gruppnamnet, kommer av att Georges-Louis Leclerc de Buffon kallade olika sorters papegojor från tropiska Amerika Amazone, helt enkelt för att de kom från området kring Amazonfloden. Ursprunget till flodens namn i sin tur är omtvistat. Den mest etablerade förklaringen kommer från när kvinnliga krigare attackerade en expedition på 1500-talet i området ledd av Francisco de Orellana. Han associerade då till amasoner, i grekisk mytologi en stam av iranska kvinnokrigare i Sarmatien i Skytien.
Andra menar dock att namnet kommer från ett lokalt ord, amassona, som betyder "förstörare av båtar".

## Bilder

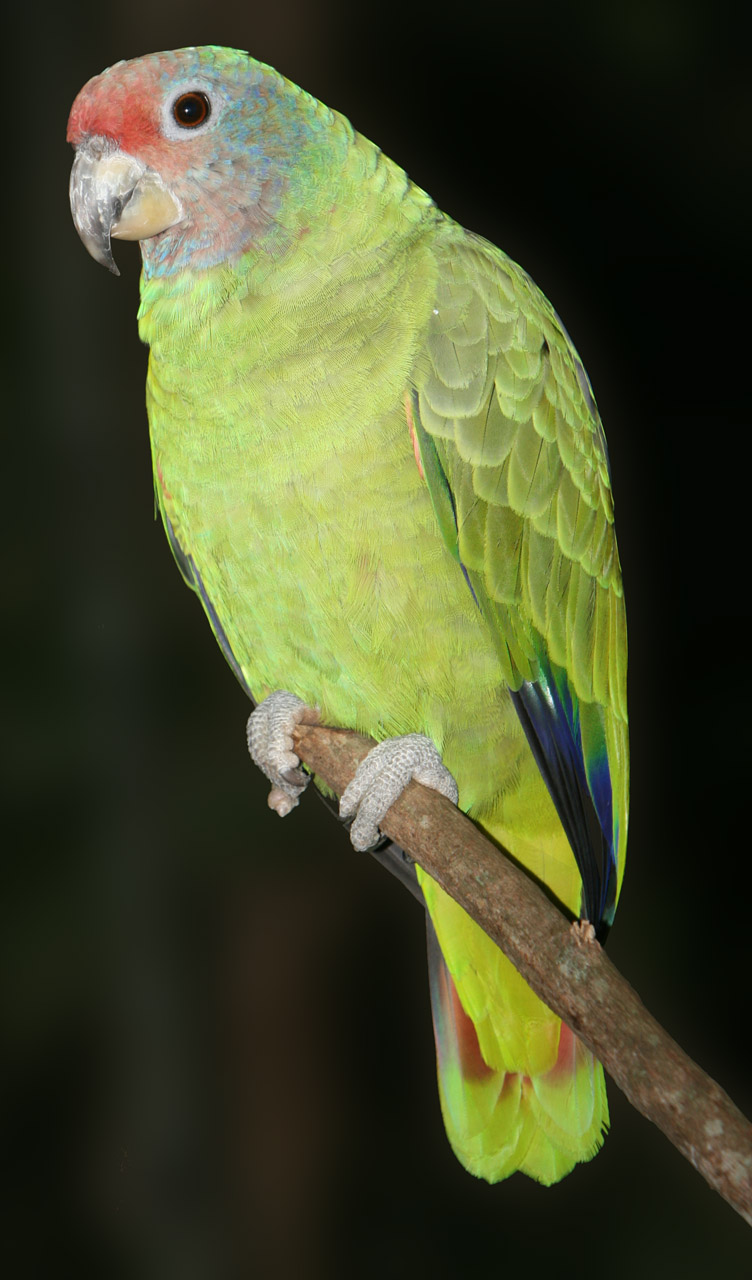
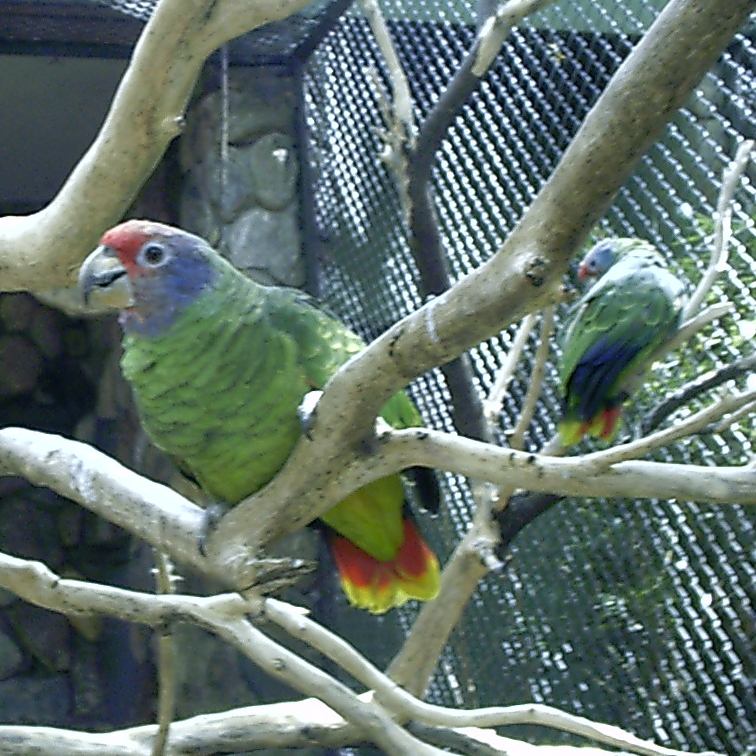
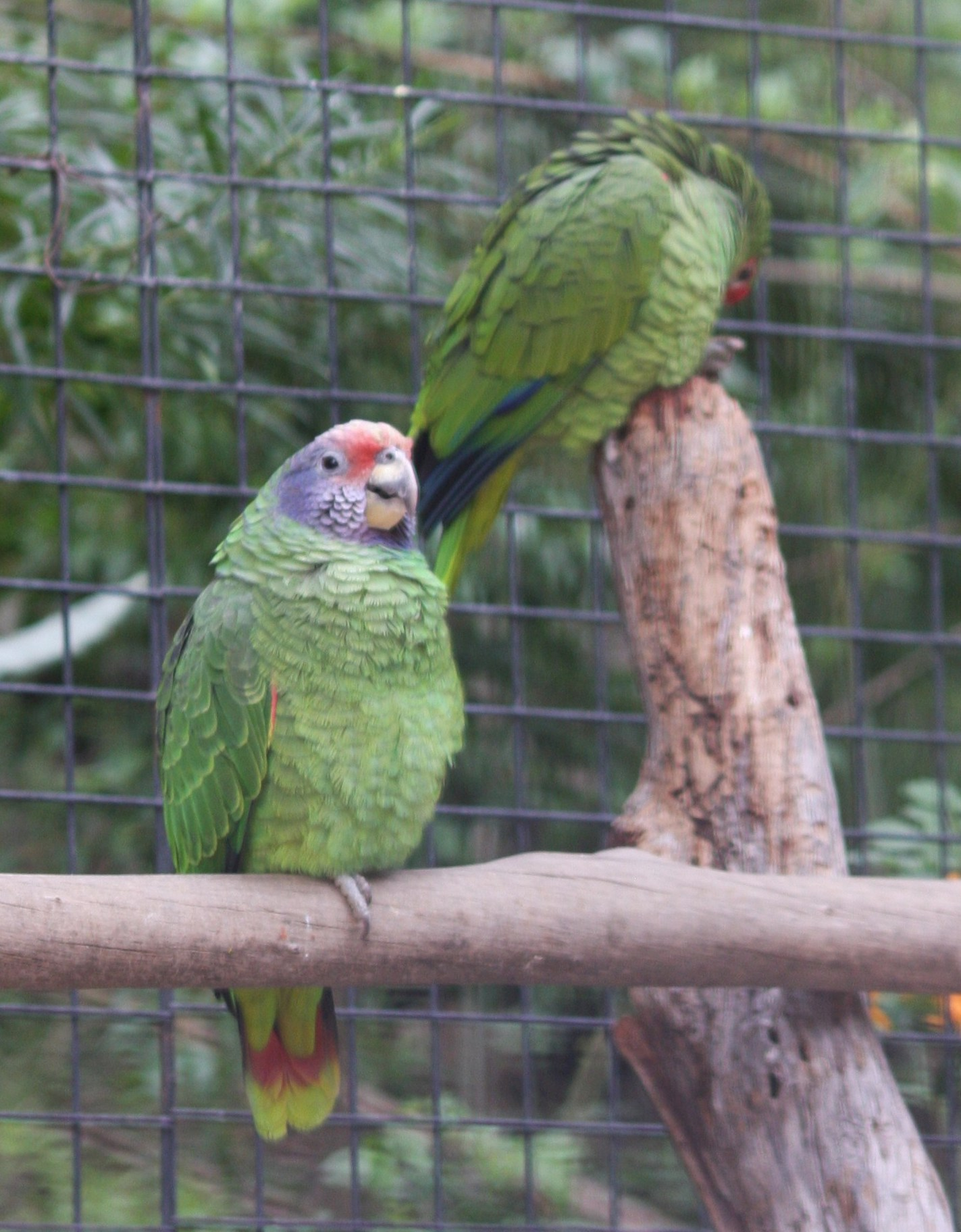
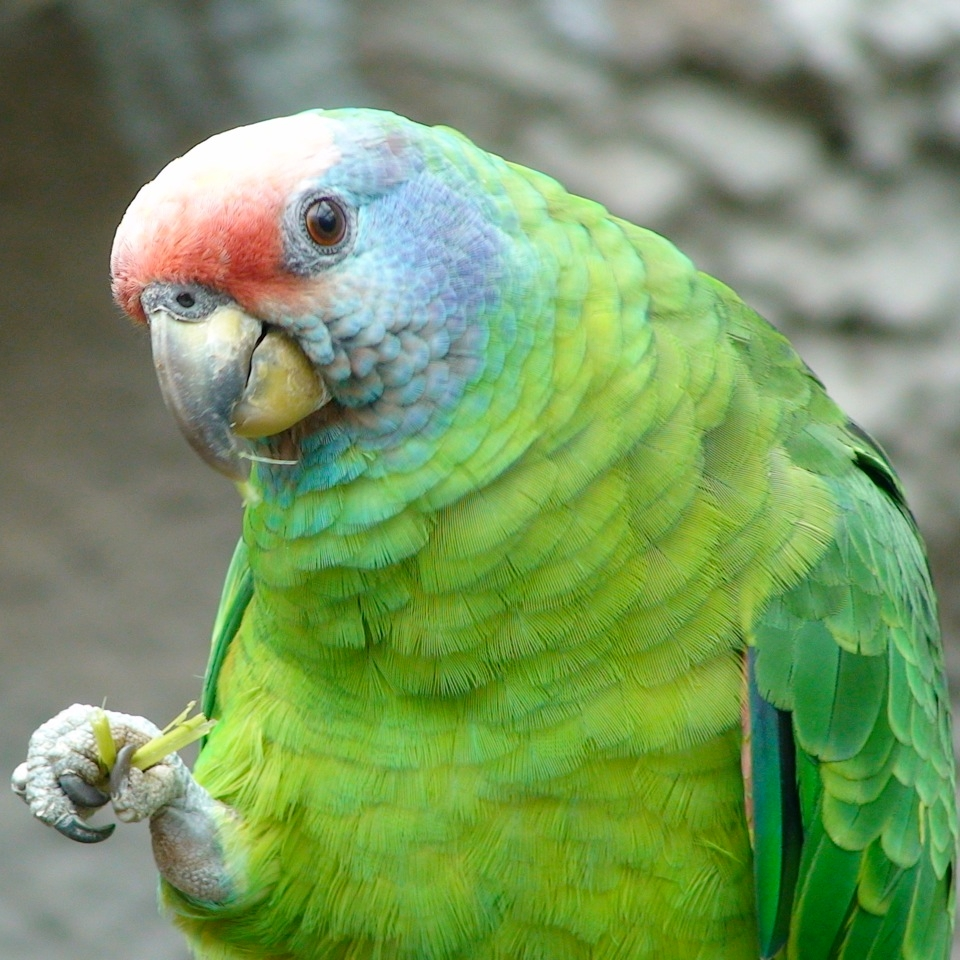